# Аргей I Македонски
Аргей I (на старогръцки: Ἀργαῖος Αʹ ὁ Μακεδών) е цар на Древна Македония от 678 г. пр. Хр. до 640 г. пр. Хр. от династията Аргеади.
Той е син на цар Пердика (700-678 г. пр. Хр.), основател на Древна Македония и на македонската царска фамилия. Според Диодор той управлява 38 години. Той спечелил обичта на своите поданици.
На трона го наследява неговият син Филип I.